# Bộ Thù (殳)
Bộ Thù, bộ thứ 79 có nghĩa là "binh khí dài" là 1 trong 34 bộ có 4 nét trong số 214 bộ thủ Khang Hy.
Trong Từ điển Khang Hy có 93 chữ (trong số hơn 40.000) được tìm thấy chứa bộ này.

## Tự hình Bộ Thù (殳)

Giáp cốt văn
Kim văn
Đại triện
Tiểu triện

## Chữ thuộc Bộ Thù (殳)
| Số nét bổ sung | Chữ            |
| -------------- | -------------- |
| 0              | 殳             |
| 5              | 殴 段 殶       |
| 6              | 殷 殸 殹 殺    |
| 7              | 殻             |
| 8              | 殼 殽          |
| 9              | 殾 殿 毀 毁 毂 |
| 10             | 毃 毄          |
| 11             | 毅 毆          |
| 12             | 毇 毈          |
| 15             | 毉             |
| 19             | 毊             |